# ダヴィデ・フォルモロ
ダヴィデ・フォルモロ（Davide Formolo、1992年10月25日 - ）は、イタリアヴェネト州出身の自転車競技（ロードレース）選手。

## 経歴
2014年、キャノンデールにてプロキャリアスタート。
2015年、キャノンデール・ガーミンに移籍。ジロ・デ・イタリアにてグランツール及びプロ初勝利を挙げる。
2018年、ボーラ・ハンスグローエに移籍。
2020年、UAE チーム・エミレーツに移籍。

## 主な戦歴

### 2014年
- グラン・プレミオ・インドゥストリア・エ・アルティジャナート　2位

### 2015年
- チャレンジ・ブエルタ・ア・マリョルカ　3位（第2戦）

- ヴォルタ・アン・アルガルヴェ　新人賞

- ジロ・デ・イタリア　区間優勝（第4ステージ）
- ツール・ド・ポローニュ　総合9位

### 2016年
- ツール・ド・ポローニュ　総合4位

- ブエルタ・ア・エスパーニャ　総合9位

### 2017年
- ジロ・デ・イタリア　総合10位

### 2018年
- ジロ・デ・イタリア　総合10位

### 2019年
- ボルタ・ア・カタルーニャ 区間優勝（第7ステージ）
- イタリア選手権　個人ロードレース　優勝

### 2020年
- クリテリウム・デュ・ドフィネ 区間優勝（第3ステージ）

### 2023年
- コッパ・アゴストーニ 優勝
- ヴェネト・クラシック（英語版） 優勝